# Indāpur (ort i Indien, Raigarh)
Indāpur är en ort i Indien.   Den ligger i distriktet Raigarh och delstaten Maharashtra, i den sydvästra delen av landet, 1 200 km söder om huvudstaden New Delhi. Indāpur ligger 13 meter över havet och antalet invånare är 26 752.
Terrängen runt Indāpur är platt åt sydost, men åt nordväst är den kuperad. Indāpur ligger nere i en dal. Runt Indāpur är det ganska tätbefolkat, med 248 invånare per kvadratkilometer. Indāpur är det största samhället i trakten. I omgivningarna runt Indāpur växer huvudsakligen savannskog.